# Luis Carlinhos
Luis Carlos Xavier Ewald (Rio de Janeiro, 6 de junho de 1975), conhecido como Luis Carlinhos, é um cantor, compositor e violonista brasileiro. Em 1999 lançou seu primeiro CD, intitulado Porque que Não Faz Paz, pela Sony Music. Foi um dos integrantes do grupo musical 4 Cabeça.
O trabalho mais recente do cantor é o álbum Luis Carlinhos Canta Bob Marley, lançado em 2017. Um álbum inteiro dedicado à obra de Bob Marley, disponível em todas as plataformas digitais e no seu canal no 'Youtube - Luis Carlinhos'.

## Biografia
Aos 12 anos, criou sua primeira banda, Sondagem da Terra, com o músico e amigo Davi Moraes. Os ensaios aconteciam na casa do pai dele, o baiano Moraes Moreira.
Mais tarde, aos 18, entrou na banda de reggae Dread Lion, que lançou dois CD’s: “Porque não paz?” (1997) e “Já é” (2001), ambos com um repertório todo próprio. Nesse período, a banda excursionou por cidades do Brasil e se apresentou ao lado dos principais artistas do gênero como The Wailers, Pato Banton, Yellowman, Andrew Tosh e Maxi Priest, e em festivais nacionais de grande porte com Skol Beats, Coke Reggae Time, entre outros. “Oh! Chuva”, música de sua autoria e carro chefe da banda, contou com a participação de Geraldo Azevedo, e foi mais tarde regravada pelo grupo Falamansa, se tornando um sucesso nacional.
Nesse período, Luis Carlinhos também era conhecido pelo grande público brasileiro como “Samambaia”, jogador de participações marcantes nos torneios Rockgol da MTV Brasil.
Em 2004, criou junto com os seus parceiros Maurício Baia, Gabriel Moura e Rogê (músico), o projeto 4 Cabeça. O show, de canções autorais em formato "voz e violão", passou por importantes palcos do país. Além de temporadas duradouras no Rio de Janeiro, em casas como Mistura Fina, Zozô e Miranda, shows no Circo Voador, Canecão, Fundição Progresso e Parque Garota de Ipanema. Em 2010, ano de lançamento do primeiro CD com 12 músicas no formato "voz e violão", o grupo saiu vencedor no 21º Prêmio da Música Brasileira, na categoria "Melhor Grupo de MPB". Na noite de entrega subiram ao palco do Theatro Municipal do Rio de Janeiro, junto com Maria Bethânia e Ney Matogrosso, vencedores em outras duas categorias da MPB.
Em 2005, fez a sua estreia solo com o CD “Rapa da Panela”, produzido em seu estúdio, o Cascudaria. Luis Carlinhos compôs 10 das 11 canções e reuniu um time de primeira linha, como Zé Nogueira (sax), Zé Paulo Becker (violão), Donatinho (teclados), Kiko Horta (sanfona), Paulo Calazans (pianos), João Viana (bateria), dentre outros. Além de ter sido mixado por Guilherme Reis e Enrico de Paoli. O CD foi indicado na categoria “Melhor Disco de MPB” no Prêmio Claro de Música Independente de 2006.
Ao lado das atrizes Heloísa Périssé e Ingrid Guimarães ficou oito anos em cartaz com a peça Cócegas, sucesso de bilheteria. Participação especial como músico/ator, que acompanhou a trupe em turnês por todo o Brasil e ainda em Portugal (Lisboa). Em 2012 formou-se em Artes Cênicas na PUC-RJ.
Em junho de 2009, lançou seu segundo CD, 'Muda, que veio com uma sonoridade bastante particular, em parte pela presença da guitarra barítono do Walter Villaça, da percussão de Siri, que ainda trouxe efeitos sonoros tirados da água com uso de panelas e escorredores e Sacha Amback, com o teclado e suas texturas, deu um leve tom eletrônico e aveludou os elementos como um todo. Seus parceiros André Gardel, Gabriel Pondé, Baia e João Suplicy, somaram nas composições.
Em 2011 montou o Meu Show dos Outros, um show/evento que aconteceu por dois anos seguidos, na Gávea, no Rio de Janeiro. Na companhia do percussionista João Hermeto abria o palco, mais tarde intitulado “O menor palco do mundo”, para que outros músicos, pintores, poetas, atores, escritores fizessem suas performances. Recebeu mais de 200 convidados, como Moraes Moreira, Geraldo Azevedo, Edu Krieger, Rodrigo Maranhão, Gabriel Moura, Rogê, Anna Ratto, Julia Vargas, Davi Moraes, Alice Caymmi, Carlos Malta, Bebe Kramer, Ricardo Leão, Baia, Zé Canuto, Chico Chagas, Marcelo Caldi, Vinicius Castro, Ivan Zigg, etc.
Em 2012, criou um grupo de pesquisa ao lado da atriz Carol Machado, da diretora Marcela Andrade e de mais três atores. Juntos, montaram o espetáculo teatral “Casa 27”, baseado no romance “Canibais: os crimes da Rua do Arvoredo”, do escritor gaúcho David Coimbra. O grupo se apresentou por um mês no Teatro Solar de Botafogo. Além de atuar, Luis Carlinhos compôs a trilha original.
Completando 20 anos de carreira em 2013, depois de cinco CDs em estúdio, incluindo o premiado álbum 4 Cabeça, era a hora de registrar o calor do palco. Lançou o CD e DVD “Gentes - 20 Anos ao Vivo” com a banda formada por João Hermeto (bateria e percussão), João Gaspar (guitarra) e Maurício Oliveira (baixo). No repertório músicas dos Dread Lion, dos seus CDs solos, “Muda” e “Rapa da Panela”, além de três inéditas. E ainda o “Aramis”, um solo narrativo, teatral, que conta a história do seu cavalo de infância. “Gentes 20 Anos ao Vivo” foi financiado coletivamente, com o público do artista participando no site Embolacha, e distribuído pela Sony Music.
Após o lançamento oficial, no Teatro Oi Futuro Ipanema (RJ) com três noites de casa cheia, Luis Carlinhos fechou o ano de 2013 com chave de ouro, se apresentando pela primeira vez no Reveillon de Copacabana, no Palco 2, para uma platéia de 50 mil pessoas.
Em 2014 apresentou o show “Gentes 20 a nos ao vivo” em várias cidades do Brasil. Nesse mesmo ano, por 20 dias excursionou pela Europa com o show de “voz + violão” por cidades como Dublin, Milão e Matera, convidado pelos festivais de música Youbloom e Espírito Mundo.
Em junho de 2015, Luis Carlinhos iniciou uma parceria com a Colchões Ortobom e a Secretaria de Cultura do Estada do Rio de Janeiro para uma turnê final do DVD “Gentes 20 anos ao vivo”. O show passou pelo Teatro Municipal de Niterói (RJ) onde foi inteiro traduzido em Libras para um público de deficientes auditivos, Tom Jazz (SP) e Miranda (RJ). Além dessas três apresentações, Luis Carlinhos levou o “Aramis” e seu pocket show para centros culturais como o Afroreggae (RJ) e o Centro Municipal de Referência da Música Carioca, na Tijuca.
Em 2016, ano em que se tornou pai, Luis Carlinhos grava um álbum em homenagem à Bob Marley. Mergulhar na obra do cantor e compositor jamaicana, sua maior influência, pós pouco mais de 20 anos de carreira, originou um álbum surpreendente. Músicas como Rock it Baby, Natural Mystic, Waiting in Vain, entre outras, vem com arranjos autênticos e que dialogam com os elementos das versões originais. Três Lindas Flores é o título para Three Little Birds, a única cantada em português, feita com o letrista e parceiro de outras composições Cláudio Henrique. Com uma sonoridade bastante acústica, o álbum que teve as participações de nomes como Marcos Suzano, Davi Moraes, Silvia Machete, Alexandre Carlo (Natiruts), Marcelo Caldi, João Viana (coprodutor do projeto em estúdio), entre outros, foi lançado oficialmente em julho de 2017 no Rio de Janeiro.
Luis Carlinhos é curador e produtor do projeto Intervalo Cultural na PUC-RJ, projeto mensal de shows que acontece no Anfiteatro Junito Brandão. Além de curador, ele apresenta e entrevista as atrações musicais. Nomes como Frejat, Ana Canãs, Alice Caymmi, Silvia Machete, Edu Krieger, Brothers of Brazil, Rodrigo Maranhão, entre vários outros, se apresentaram por lá. Em 2015 o projeto comemorou 10 anos com uma programação especial e teve o cantor e compositor João Bosco como um dos participantes.
Luis Carlinhos, além de músico, é formado em Ciências Sociais (2002), Artes Cênicas (2012), ambas pela PUC-Rio, e é um dos sócios/diretores da Vamos Produções, produtora de conteúdo audiovisual especializada em branded content.

## DISCOGRAFIA
LUIS CARLINHOS CANTA BOB MARLEY
(2017)
Depois de seis discos autorais entre projetos solo e coletivos, pela primeira vez em pouco mais de 20 anos de carreira, Luis Carlinhos grava um álbum só com músicas do artista que mais lhe influenciou, Bob Marley. Para isto reuniu um time de músicos da pesada: Marcos Suzano, João Hermeto e Léo Mucuri (percussões); Frederico Puppi (violoncelo); Marcelo Caldi (acordeon); Rodrigo Shá (flauta); Nicolas Krassik (violino); Davi Moraes (banjo), Marlon Setter (Trombone); e João Viana (bateria), também co-produtor do álbum ao lado do Luis Carlinhos.
Alexandre Carlo, vocalista da banda Natiruts, participa na faixa “Real Situation”, a cantora Silvia Machete em “Easy Skanking”, e o trio feminino vocal do Afroreggae em “Três Lindas Flores”, versão em português de Luis Carlinhos e Cláudio Agá para o clássico “Three Little Birds”.
O álbum foi lançado oficialmente em julho de 2017. Ouça 'Faixa a Faixa do álbum Luis Carlinhos Canta Bob Marley'

LUIS CARLINHOS - GENTES - 20 ANOS (AO VIVO)
(2013)
No dia 12.12.12, data comemorativa e mística, Luis Carlinhos gravou o seu primeiro DVD. Tocando ao lado de uma banda enxuta formada por João Hermeto (bateria e percussão), Maurício Oliveira (baixo) e João Gaspar (guitarra), registrou ao vivo suas principais músicas e três inéditas. A cantora Tais Alvarenga em "Lado B", e o trompetista Duda Santana, em "Já Valeu", foram as duas participações do show, que aconteceu na Casa Canoa Verde, em São Conrado (RJ). A direção geral foi do músico Shilon Ziegel. O projeto, 60% financiado coletivamente pelo site Embolacha, teve quase 300 participantes comprando antecipadamente cotas que envolviam links, CDs, DVDs, ingressos, inserção de logomarcas, e até shows particulares. E ainda, contou com o patrocínio da SD Treiger e de alguns apoios. O CD tem a distribuição da Sony Music Brasil.

4 CABEÇA
(2010)
Em 2004, Luis Carlinhos criou junto com os seus parceiros Maurício Baia, Gabriel Moura e Rogê (músico), o projeto 4 Cabeça. O show, de canções autorais em formato "voz e violão", passou por importantes palcos do país. 2010 foi o ano de lançamento desse único registro do grupo que saiu vencedor no 21º Prêmio da Música Brasileira, na categoria "Melhor Grupo de MPB". Gravado por Vidaut Campos em um estúdio no Alto Gávea (RJ), ele foi mixado por Carlos Trilha e Fernando Morello no Órbita Estúdio.

LUIS CARLINHOS - MUDA
(2009)
Os três meses que o cantor morou em Laranjeiras (bairro do Rio de Janeiro), foram bem representativos para a produção do álbum Muda. Mesmo bairro dos músicos e produtores do disco, o guitarrista Walter Villaça e o percussionista Siri, boa parte do álbum foi concebida e gravada nessa bucólica região da cidade do Rio. As gravações seguiram no Estúdio Maldita por Vidaut, no Na Vitrola por Sacha Amback que gravou todos o teclados, e finalmente, no Órbita por Fernando Morelo e Carlos Trilha, para a colocação das vozes e mixagens. No repertório, Carlinhos apresenta parceiros novos como os letristas André Gardel e Gabriel Pondé, e os mais antigos como Maurício Baia e João Suplicy. A capa é da fotógrafa e artista plástica, Déborah Engel.

LUIS CARLINHOS - RAPA DA PANELA
(2005)
Gravado quase todo no Cascudaria (RJ), estúdio que tinha em sua própria casa, Rapa da Panela (2005) é o seu disco de estreia solo. Produzido por ele próprio, o álbum tem a participação de músicos badalados como João Vianna, Zé Nogueira, Paulo Calazans, Donatinho, Diogo Gamêro, Felipe Cambraia, Kiko Horta, João Hermeto... e do seu ex-companheiro de banda, Daniel Castelo, que tocou trompete na faixa "Acredite, estou do seu lado". Nas canções, vem bem acompanhado pelos parceiros Gabriel Moura em "Quem é quem?", Maurício Baia e Fuzuê em "Carcaça", Cláudio Henrique em "Escapulário" e "Jeito Malandro" e Miguel Jost em "Fórmula" e "De onde vem?". As mixagens são assinadas por feras do áudio como Enrico de Paoli e Guilherme Reis. O título do álbum é inspirado na poesia que a mãe do cantor escreveu pra ele, seu filho caçula.

DREAD LION - JÁ É
(2001)
A temporada de 15 dias numa casa em Arraial do Cabo, Microrregião dos Lagos (RJ), foi suficiente para a banda definir o repertório e pré-produzir o segundo trabalho, "Ja é!". Gravado todo em parceria com o Estúdio Rock House e produzido por Rodrigo Kuster, o CD foi lançado oficialmente no Canecão (RJ) em 2001. Faixas como "Chororô", "Chame-chame" e "Tô viajando", transparecem a vontade do grupo em alçar novos vôos pelo universo do reggae. Já "Ficar aqui" e "Repentinamente", mantém a linha roots do gênero.

DREAD LION -  POR QUÊ NÃO PAZ?
(1999)
Gravado por Rodrigo Vidal no AR (RJ), é o primeiro registro do grupo desde o seu início em 1992. Produzido por Shilon, guitarrista do Maurício Baia e Rockboys, o disco foi lançado duas vezes e em versões diferentes: uma pelo selo Rob Digital em 1997 e outra, dois anos depois, pela Sony Music Brasil. Para o segundo lançamento, o grupo entrou no Discover Estúdio (RJ) com o produtor Nelson Meireles, regravou duas faixas e incluiu a inédita "Beira-mar". '"Oh! Chuva"', a canção mais conhecida do disco, tem em sua versão original a participação do cantor da MPB Geraldo Azevedo.